# Schloss Lužany

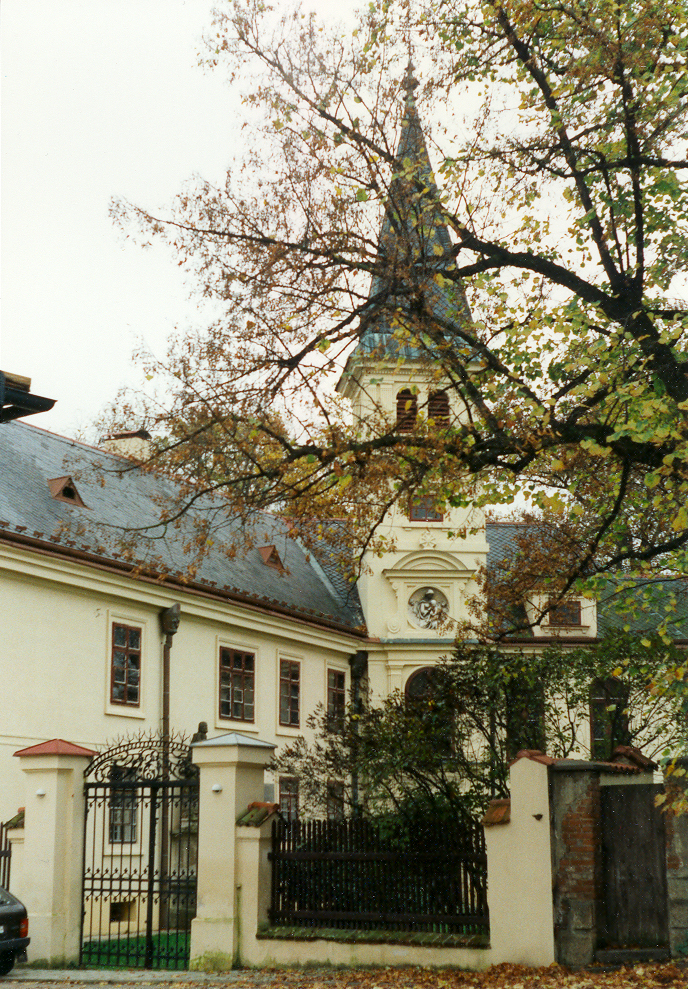
Schloss Lužany

Das Schloss Lužany befindet sich in Lužany (deutsch Luschan) im Plzeňský kraj (Tschechien) am Westufer des Flusses Úhlava.

## Geschichte
An dessen Stelle stand ursprünglich ein kleines Renaissanceschloss, das wahrscheinlich Friedrich Karl Graf Schönborn Anfang des 19. Jahrhunderts umbauen ließ und das später dann durch den Bauherrn, Architekten und Mäzen Josef Hlávka sein endgültiges Aussehen erhielt.
Nach gesundheitlichen Problemen gab Hlávka seine renommierte Wiener Baufirma auf und übersiedelte 1873 auf das Gut Lužany, drei Kilometer südlich seiner Geburtsstadt Přeštice, das er 1867 vom Prager Industriellen Franz von Ringhoffer ursprünglich für seine Mutter Anna Hlávkova gekauft hatte. Lužany wurde von Hlávka nach eigenen Entwürfen und zur privaten Nutzung zwischen 1886 und 1888 als Schloss im Neorenaissancestil umgebaut. Hlávka vermachte 1908 das Schloss und das Gut der Hlávka-Stiftung.
Antonín Dvořák komponierte zur Einweihung der von Hlávka entworfenen neuen Schlosskapelle seine D-Dur-Messe (Lužanská mše) und leitete auch die Uraufführung. Hlávkas zweite Gemahlin Zdenka, geborene Havelková, und Dvořáks Gemahlin Anna sangen die Damensoli.
Das Schloss dient heute der Hlávka-Stiftung als Treffpunkt für Vertreter des tschechischen künstlerischen und wissenschaftlichen Lebens.